# Medaglia per lo sport
La medaglia per lo sport o premio sport (in norvegese cv Norges idrettsforbunds idrettsmerke)
è una onorificenza rilasciata dal Comitato Olimpico Norvegese istituita il 29 maggio 1915 per incentivare la popolazione maschile alla pratica dello sport. Dal 1934 può essere ottenuta anche dalle donne.
Attualmente può essere ottenuta da tutti i cittadini uomini e donne che abbiano compiuto i quattordici anni di età.
La medaglia si ottiene per merito. Bisogna affrontare prove di agilità, precisione, velocità, forza e resistenza. I gradi variano a seconda di quante volte si superano tutte le prove:
oro: nove volte
argento: cinque volte
bronzo: una volta
Dopo aver ricevuto la medaglia d'oro si possono guadagnare la statuetta (superando le prove quindici volte), la tazza ( venti volte), la statuetta in miniatura (25 volte).

## Insegne
La medaglia è formata da uno scudo con il Leone di Norvegia sostenuto da due rami di alloro. Una corona sopra lo scudo funziona da anello. È realizzata in oro, argento e bronzo. Lo spazio tra i rami e lo scudo è colorato di verde.
Il nastro è di colore verde.